# Eleuteria Lhavanguane
Eleuteria Lhavanguane, née le 12 novembre 1997 à Maputo, est une joueuse mozambicaine de basket-ball évoluant au poste d'ailier.

## Carrière
Elle termine troisième du Championnat d'Afrique féminin de basket-ball des 16 ans et moins en 2013 ainsi que du Championnat d'Afrique féminin de basket-ball des 18 ans et moins en 2014.
Elle participe avec l'équipe du Mozambique au championnat d'Afrique 2017, terminant quatrième, et au championnat d'Afrique 2019, terminant à la quatrième place.
Elle évolue en club au Ferroviario de Maputo.